# Hemmeligheden
Hemmeligheden är en norsk svartvit stumfilm (drama) från 1912. Filmen är en av de allra tidigaste norska filmerna och regisserades av Halfdan Nobel Roede. Den hade norsk premiär den 16 mars 1912.

## Handling
Elise är en ung kvinna från en av kustbyarna nära Kristiania. Under en resa till Paris lär hon känna en konstnär. Hon inleder ett kärleksförhållande med honom och föder en dotter. När Elise ska resa hem till Norge igen är hon utom sig av sorg då hon räds vad föräldrarna ska tycka om barnet. När hon är ombord på ångfartyget som ska ta henne hem kastar hon barnet överbord. I Norge möts hon av sin far och några vänner, bland dem ungdomskärleken löjtnant Almeng. Några dagar senare frågar löjtnanten om hennes hans och Elises far ger sitt samtyckte till giftermål. Elise och Almeng gifter sig.
Barnet som Elise kastade överbord omkom som ett mirakel inte utan blev funnet av en fiskare och hans hustru. Under en båttur träffar Elise och Almeng på fiskaren. Elise gör allt för att dölja sin hemlighet, men hennes samvete tar överhand och hon bekänner vad hon har gjort. Till en början tar Almeng detta mycket allvarligt, men när han förstår att Elise lider så mycket att hon vill ta sitt liv ändrar han sig. Han går till fiskaren och hämtar barnet och lovar att behandla det som om det vore hans eget.

## Rollista
- Signe Danning – Elise Halling
- Chr. Nobel – Almeng, löjtnant
- Pehr Qværnstrøm – fiskaren
- Robert Sperati – godsägare Halling
- Emmy Worm-Müller – fiskarens fru